# گراهام تیلور
گراهام تیلور (به انگلیسی: Graham Taylor) (زادهٔ ۱۵ سپتامبر ۱۹۴۴ - وورکساپ-درگذشتهٔ ۱۲ ژانویه ۲۰۱۷) بازیکن و مربی فوتبال اهل انگلستان بود. وی در باشگاه استون ویلا و تیم ملی فوتبال انگلستان مربی‌گری کرده بود. گراهام تیلور در ۱۲ ژانویه ۲۰۱۷ در سن ۷۲ سالگی درگذشت.